# ديف لويد
ديف لويد (بالإنجليزية: Dave Lloyd)‏ هو لاعب كرة قدم أمريكية أمريكي، ولد في 9 نوفمبر 1936 في سابولبا في الولايات المتحدة، وتوفي في 9 أغسطس 2014 في كلادووتر في الولايات المتحدة.

## وصلات خارجية
- ديف لويد على موقع مرجع كرة القدم المحترفة.كوم (الإنجليزية)